# Conseil suisse de la presse
Pour un article plus général, voir Conseil de presse.
 (mai 2012).
Si vous disposez d'ouvrages ou d'articles de référence ou si vous connaissez des sites web de qualité traitant du thème abordé ici, merci de compléter l'article en donnant les références utiles à sa vérifiabilité et en les liant à la section « Notes et références ».
Le Conseil suisse de la presse est l’instance de plainte pour les questions déontologiques en Suisse.

## Historique
En 1972, la Fédération suisse des journalistes (aujourd’hui Impressum) adopte la « Déclaration des devoirs et des droits des journalistes » et, en 1977, crée le Conseil suisse de la presse. Au début des années 2000, la Conférence des rédacteurs en chef, le syndicat SSM et le syndicat Comedia (aujourd’hui Syndicom) rejoignent le Conseil de la presse et fondent ensemble la Fondation « Conseil suisse de la presse ». Depuis juillet 2008, les associations d’éditeurs et la Société suisse de radiodiffusion et télévision (SSR) font partie des fondatrices.

## Composition
Le Conseil suisse de la presse se compose de 21 membres. Quinze d’entre eux sont des journalistes professionnels et six représentent le public et n'exercent pas dans les médias. Des quotas règlent la représentation des régions linguistiques et des genres.
Les membres du Conseil de la presse sont élus par le Conseil de fondation, composé de 18 représentants des associations fondatrices.

### Conseil de fondation
- Christian Campiche[1]
- Ariane Dayer[1]

### Conseil de la presse
- Dominique von Burg, président au 1er janvier 2012, ancien rédacteur en chef de La Tribune de Genève.

## Activité
Se fondant sur son règlement, le Conseil suisse de la presse examine des cas concrets dans une perspective déontologique. Il traite de cas se rapportant à tous les médias (presse, radio, télévision, sites web), pour autant qu’une plainte relève de la partie rédactionnelle.
Le Conseil suisse de la presse n’a aucune possibilité d’influence juridique. Il ne peut ni prononcer de sanctions contre les agents des médias, ni interdire une publication, mais seulement émettre des recommandations.
Les dossiers du Conseil suisse de la presse sont secrets. Le nom du rapporteur est secret, son rapport est secret. Les parties ne peuvent assister aux séances des Chambres. En revanche des visiteurs dont le nom est tenu secret sont admis. Le droit d'être entendu, au sens juridique du terme, n'est pas reconnu. Il n'existe ni instance de recours ni droit de recours.
Le Tribunal administratif fédéral a contraint le Conseil suisse de la presse à livrer deux de ses dossiers secrets. Le journal L'Objectif a révélé que « ce qu'on y découvre est stupéfiant : manipulations, rapport secret, mensonges et tricheries bien peu éthiques ».

## Déclaration et directives
Le Code des journalistes constitue la base des prises de position du Conseil de la presse, qui établit les normes pour un journalisme responsable sur le plan déontologique.
En 1999, le Conseil de la presse complétait les onze devoirs et les sept droits de la « Déclaration des devoirs et des droits du/de la journaliste » par 49 directives qui précisent, en lien direct avec la pratique, les obligations et les droits sur des cas où le Conseil de la presse s’est déjà souvent prononcé.